# 속초초등학교 (속초시)
속초초등학교는 대한민국 강원특별자치도 속초시에 있는 초등학교다.

## 학교 연혁
- 1951.09.01 속초국민학교로 개교(개교기념일:10월 8일)
- 1952.05.23 제1회 졸업식(졸업생:35명)
- 1955~1969 학교분할(영랑초, 청호초, 중앙초, 교동초)
- 1981.03.10 병설유치원 개원
- 1996.03.01 속초초등학교로 개칭
- 2007~2008 도 지정 교원능력개발 선도학교 운영
- 2016.02.19 제65회 졸업식(총 졸업생 수 20,329명)
- 2016.03.01 제22대 최종호 교장 부임
- 2018.03.01 제 23대 양인자 교장 부임